# الینا دیکایولاکو
الینا دیکایولاکو (لتونیایی: Elīna Dikaioulaku؛ زادهٔ ۲۴ آوریل ۱۹۸۹) بازیکن بسکتبال زن اهل لتونی است. وی در بازی‌های المپیک تابستانی ۲۰۰۸ شرکت کرده‌است.